# طفل مع الدراجة
طفل مع الدراجة هو فيلم من نوع دراما أُصدر في 2011. الفيلم من إنتاج وتوزيع لوكي ريد للتوزيع ‏. وهو من إخراج وسيناريو جان بيار داردين ‏.

## القصة
تقع أحداث الفيلم في بلجيكا.

## طاقم التمثيل
- جان ميشيل بالتاسار  [لغات أخرى]‏
- سيسيل دي فرانس
- Samuel De Ryck  [لغات أخرى]‏
- فابريزيو رونجيون
- ايغون دي ماتيو ‏
- Frédéric Dussenne  [لغات أخرى]‏
- Thomas Doret [الإنجليزية]‏
- جيريمي رينييه
- اوليفييه جورميه

## وصلات خارجية
- طفل مع الدراجة على موقع IMDb (الإنجليزية)
- طفل مع الدراجة على موقع ميتاكريتيك (الإنجليزية)
- طفل مع الدراجة على موقع الموسوعة البريطانية (الإنجليزية)
- طفل مع الدراجة على موقع روتن توميتوز (الإنجليزية)
- طفل مع الدراجة على موقع نتفليكس (الإنجليزية)
- طفل مع الدراجة على موقع قاعدة بيانات الأفلام العربية
- طفل مع الدراجة على موقع ألو سيني (الفرنسية)
- طفل مع الدراجة على موقع أول موفي (الإنجليزية)
- طفل مع الدراجة على موقع بوكس أوفيس موجو (الإنجليزية)
- طفل مع الدراجة على موقع فيلمافينيتي (الإسبانية)